# The Immunity Zone
The Immunity Zone is het vierde album van de Zweedse metalband Andromeda, uitgebracht in 2008 door Nightmare Records.

## Track listing
1. Recognizing Fate - 7:19
2. Slaves of the Plethora Season - 5:34
3. Ghosts on Retinas - 4:28
4. Censoring Truth - 6:42
5. Worst Enemy - 6:01
6. My Star - 5:40
7. Another Step - 5:58
8. Shadow of Lucent Moon - 7:22
9. Veil of Illumination - 17:25

## Band
- David Fremberg - zang
- Johan Reinholdz - gitaar
- Thomas Lejon - drum
- Martin Hedin - keyboard
- Fabian Gustavsson - basgitaar